# Black Comedy (opera teatrale)
Black Comedy è un'opera teatrale del commediografo britannico Peter Shaffer, debuttata a Chichester nel 1965. Portata in scena con successo a Londra e Broadway, Black Comedy è una farsa rocambolesca ambientata nell'appartamento londinese di un giovane scultore, rimasto interamente al buio a causa di un black out. La prima italiana è del 1967, per la regia di Franco Zeffirelli. La commedia viene messa in scena con un disegno luci opposto a quanto avviene in realtà nella trama: la pièce inizia con il teatro completamente al buio e, dopo pochi minuti, quando salta la corrente nell'appartamento, le luci del palco si accendono, anche se per i personaggi l'appartamento è e resta sprofondato nell'oscurità.

## Trama
Brindsley Miller è un giovane scultore che, don la fidanzata Carol Melkett, ha preso in prestito senza chiedere il permesso dei mobili costosi dal suo vicino Harold Gorringe, che è fuori casa per il weekend. Brindsley ha riarredato il suo appartamento per far colpo sul padre di Carol e su un ricchissimo collezionista d'arte, Georg Bamberger, che viene in visita al suo appartamento perché è interessato alle sue statue. Pochi minuti prima dell'arrivo degli ospiti, un fusibile elettrico va in corto circuito e salta la luce nell'appartamento. Mentre Brindsley e Carol cercano dei fiammiferi, il telefono squillo: è la ex dello scultore, Clea, appena ritornata a Londra dalla Finlandia. Per non causare imbarazzi, Brindsley rifiuta un appuntamento all'ex e cerca di distrarre Claire per non farle scoprire di Clea. La luce è saltata in tutto il palazzo e Miss Furnival, la vicina del pieno di sopra, si rifugia da Brindsley perché terrorizzata dal buio. I tre telefonano all'elettricista per farsi ripristinare la luce, ma l'uomo afferma di non poter arrivare prima di alcune ore.
Il padre di Carol, il colonnello Melkett, arriva nell'appartamento e non apprezza lo stile scultoreo del futuro genero. Intanto, Harold Gorringe torna inaspettatamente dal suo weekend via di casa e Brindsley lo porta in casa propria per non far notare al vicino di casa l'assenza dei mobili; al buio, Harold non riconosce il mobilio come proprio e, mentre Carol prepara da bere al buio, Brindsley cerca di restituire silenziosamente il maltolto. Al buio tutto si complica e Clare dà per sbaglio dell'alcol a Miss Furnival, che è astemia, ma che si innamora del liquore e continua a berne. Harold scopre che Brindsley e Carol sono fidanzati e se ne dispiace, dato che l'uomo, omosessuale, cova dei sentimenti per lo scultore. Nella confusione generale, Clea entra di soppiatto nella casa buia e, mentre tenta di palpare la fidanzata, Bridnsley tocca il sedere della ex, riconoscendolo all'istante. Lo scultore la supplica di andarsene ma la fiamma tra i due si riaccendono e gli ex amanti si baciano appassionatamente. Brindsley decide allora di nasconderla nel loft, visto che la ragazza non ha intenzione di andarsene.
Alla fine arriva l'elettricista, un tedesco di nome Schuppanzigh, che tutti scambiano per Bamberger. Grazie alla sua torcia, l'elettricista vede e si innamora delle statue di Brindsley, che loda apertamente. Inizialmente lusingato, Brindsley sta per vendere le statue all'elettricista prima di accorgersi del disguido e tutti gli invitati della festa mandano il tedesco a sistemare il problema. Clea scende da loft e scopre del fidanzamento dell'ex. Furiosa, getta della vodka sugli invitati, con grande orrore di Carol. La fidanzata dello scultore diventa isterica quando trova Clea nell'appartamento, ma viene interrotta da Miss Furnival che, completamente ubriaca, comincia a predicare sui pericoli e gli orrori dell'età moderna. Mentre Harold porta Miss Furnival a casa Carol rompe il fidanzamento. Harold si accorge di essere stato derubato e, tornato in casa del vicino, stacca uno delle corna della statua di Brindsley per usarla contro lo scultore. Per difendere l'onore della figlia, il colonnello Melkett stacca l'altra e la brandisce contro Brindsley.
Inaspettatamente, Georg Bamberger arriva anche se questa volta tutti lo scambiano per l'elettricista. Schuppanzigh risolve il disguido emergendo dalla botola in cui trafficava ma, dato che la lascia aperta, Bamberger ci cade dentro. Mentre Harold, il colonnello e Carol avanzano minacciosamente verso Brindsley e Clea, Schuppanzigh riesce ad aggiustare e riaccendere la luce, facendo sprofondare il teatro nell'oscurità.

## Storia delle rappresentazioni

### Creazione e sviluppo
Nella primavera 1965 il drammaturgo del National Theatre Kenneth Tynan commissionò a Shaffer un atto unico da mettere in scena in repertorio con un allestimento de La signorina Julie con Maggie Smith e Albert Finney. Shaffer, che era già impegnato nella stesura di una sceneggiatura a New York, suggerì a Tynan l'idea di mettere in scena una commedia ambientata interamente al buio da punto di vista dei personaggi ma completamente visibile per il pubblico. Apprezzando l'idea, Tynan portò immediatamente Shaffer dal direttore artistico del teatro, Laurence Olivier, che si mostrò entusiasta. Per aumentare la tensione in scena, Shaffer decise che ognuno dei personaggi dovesse avere qualcosa da tenere all'oscuro agli altri. A causa di difficile problemi organizzative, gli attori ebbero pochissimo tempo per le prove durante il rodaggio della commedia a Chichester e l'opera fu messa in scena senza neanche un'anteprima, ma debuttando direttamente davanti a un pubblico pagante. Nonostante queste difficoltà, la commedia fu accolta con entusiasmo dalla critica e dal pubblico.

### Debutto internazionale
Prodotta dal National Theatre, Black Comedy fece il suo debutto al festival teatrale di Chichester per la regia di John Dexter, per poi essere riproposta all'Old Vic di Londra nello stesso anno e con lo stesso cast. La compagnia del National Theatre aveva messo insieme alcuni dei suoi talenti migliori per l'occasione, scritturando stelle affermate e acclamati debuttanti come Derek Jacobi (Brindsley), Maggie Smith (Clea), Albert Finney (Harold Gorringe), Graham Crowden (colonnello) e Michael Byrne (Georg Bamberger).
John Dexter diresse anche la prima della commedia a Broadway, dove Black Comedy andava in scena in repertorio con un altro atto unico di Shaffer, White Lies. La commedia fu ancora una volta un successo e ricevette cinque candidature ai Tony Award, tra cui quello alla migliore opera teatrale, e rimase in cartellone all'Ethel Barrymore Theater per 351 rappresentazioni tra il 31 gennaio e il 2 dicembre 1967. Il cast comprendeva i giovani Michael Crawford (Brindsley), Lynn Redgrave (Carol) e Geraldine Page (Clea).
La prima italiana è del 1967, quando la commedia fu messa in scena al Teatro Eliseo di Roma dal 27 febbraio per la regia di Franco Zeffirelli e con le interpretazioni di Giancarlo Giannini e Anna Maria Guarnieri.